# The Canadian Journal of Mineralogy and Petrology
The Canadian Journal of Mineralogy and Petrology ist eine zweimonatlich bei GeoScienceWorld erscheinende wissenschaftliche Fachzeitschrift, die von der Mineralogical Association of Canada herausgegeben wird. Die Zeitschrift erschien erstmals 1962 und behandelt Themen aus dem Bereich der Mineralogie, Kristallographie, Petrologie, Lagerstättenkunde und Geochemie. Seit 2021 erscheint die Zeitschrift ausschließlich in elektronischer Form. Bis 2022 wurde sie unter dem Titel The Canadian Mineralogist (abgekürzt Can. Mineral.)  veröffentlicht. Vorläufer dieser Zeitschrift waren wiederum die Contributions to Canadian Mineralogy. Der Impact Factor lag 2022 bei 0,9. Chefredakteurin ist Mackenzie Parker von der University of British Columbia.